# Muqatil ibn Sulayman
 (octobre 2021).
La mise en forme du texte ne suit pas les recommandations de Wikipédia : il faut le « wikifier ».
Les points d'amélioration suivants sont les cas les plus fréquents. Le détail des points à revoir est peut-être précisé sur la page de discussion.
- Les titres sont pré-formatés par le logiciel. Ils ne sont ni en capitales, ni en gras.
- Le texte ne doit pas être écrit en capitales (les noms de famille non plus), ni en gras, ni en italique, ni en « petit »…
- Le gras n'est utilisé que pour surligner le titre de l'article dans l'introduction, une seule fois.
- L'italique est rarement utilisé : mots en langue étrangère, titres d'œuvres, noms de bateaux, etc.
- Les citations ne sont pas en italique mais en corps de texte normal. Elles sont entourées par des guillemets français : « et ».
- Les listes à puces sont à éviter, des paragraphes rédigés étant largement préférés. Les tableaux sont à réserver à la présentation de données structurées (résultats, etc.).
- Les appels de note de bas de page (petits chiffres en exposant, introduits par l'outil «  Source ») sont à placer entre la fin de phrase et le point final[comme ça].
- Les liens internes (vers d'autres articles de Wikipédia) sont à choisir avec parcimonie. Créez des liens vers des articles approfondissant le sujet. Les termes génériques sans rapport avec le sujet sont à éviter, ainsi que les répétitions de liens vers un même terme.
- Les liens externes sont à placer uniquement dans une section « Liens externes », à la fin de l'article. Ces liens sont à choisir avec parcimonie suivant les règles définies. Si un lien sert de source à l'article, son insertion dans le texte est à faire par les notes de bas de page.
- La présentation des références doit suivre les conventions bibliographiques. Il est recommandé d'utiliser les modèles {{Ouvrage}}, {{Chapitre}}, {{Article}}, {{Lien web}} et/ou {{Bibliographie}}. Le mode d'édition visuel peut mettre en forme automatiquement les références.
- Insérer une infobox (cadre d'informations à droite) n'est pas obligatoire pour parachever la mise en page.

Pour une aide détaillée, merci de consulter Aide:Wikification.
Si vous pensez que ces points ont été résolus, vous pouvez retirer ce bandeau et améliorer la mise en forme d'un autre article.
Muqātil ibn Sulaymān ou Moqātel b. Solaymān (en arabe : أبو الحسن مقاتل بن سليمان البلخى, romanisé : Abū-l Ḥassan Muqātil ibn Sulaymān Al-Balkhī), mort en 767, est un exégète (mufassir) du Coran au VIIIe siècle. Il écrit l'un des premiers, si ce n'est le premier, commentaire (tafsīr) complet du Coran.

## Biographie
Il est né à Balkh au Korasan. Aucune source n'indique sa date de naissance, qui est cependant estimée autour de 699 (80 AH). Il  partage sa jeunesse entre Balkh et Marw. Balkh se caractérise alors par sa diversité religieuse, ce qui peut expliquer l'originalité de la pensée de Muqatil. Il déménage ensuite à Marw où il se marie. Pendant le califat de Marwan II, Muqatil est impliqué dans la guerre civile entre Abbassides et Omeyyades. Avec la fin du règne des Omeyyades, il migre en Iraq, s'installant d'abord à Basora, puis à Bagdad. Peut-être en raison d'une influence zaydite, il donne sa préférence aux Abbassides plutôt qu'aux Omeyyades, et il semble avoir fréquenté la cour abbasside. Un jour, alors qu'il rend visite au calife al-Mansur, une mouche se pose sur la figure de ce dernier. Muqatil fait la remarque que Dieu a créé la mouche dans le but d'humilier les tyrans. Le calife ne se départ pas de son calme, ce qui semble indiquer une proximité entre les deux hommes. Ces amitiés politiques peuvent expliquer l'hostilité qu'il suscite et les accusations qu'on porte contre lui.
Plus tard il retourne à Basora où il meurt en 767 (150 AH),.

## Polémiques

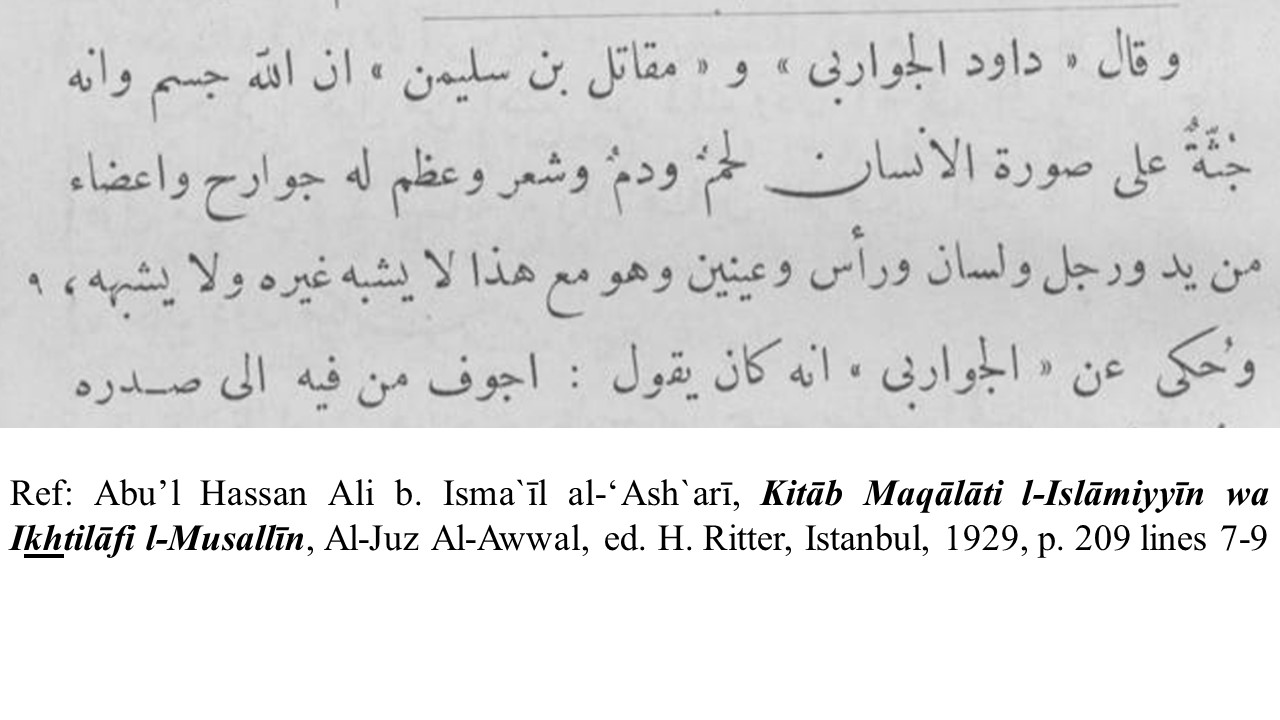
Abū al-Ḥasan al-Ashʿarī, Maqālāt al-Islāmiyyīn wa ikhtilāf al-muṣallīn. Ash'ari est le premier à taxer Muqatil ibn Sulayman d'opinions anthropomorphistes.

Ses opinions anthropomorphistes (mujassimah) sont notoires selon les générations suivantes. Al-Ashari et son disciple Al-Baqillani lui prêtent une conception de Dieu à la semblance de l'homme, de son activité et de son apparence physique. Si c'est bien le cas, les vues de Muqatil sont diamétralement opposées à celles de ses contemporains mutazilites, favorables à l'interprétation allégorique, et hostiles à l'idée que les attributs de Dieu aient une réalité distincte de son essence.
En dépit de son corporéisme « radical » supposé, il a recours au ta'wil (interprétation) dans son commentaire (tafsīr, تفسير), même en ce qui concerne les versets sur les attributs d'Allah, ce qui est interprété par ses adversaires comme une contradiction de sa part. Une autre possibilité, c'est que l'accusation dont il fait l'objet est contestable.

### Les attributs divins
Il aurait interprété les attributs divins en un sens littéral, parfois anthropomorphique, affirmant que le Wajh (وجهه) Allah (la Face de Dieu) est réellement un visage, 'Ayn Allah (Ses yeux) désigne à la lettre des yeux, Yad Allah (la Main de Dieu) signifie littéralement la main de Dieu. Il aurait avancé que Dieu est assis sur un trône - décrivant l'istiwa (établissement) comme Istaqarra (position assise). Son commentaire révèle qu'il était enclin à interpréter dans un sens anthropomorphiste certaines expressions coraniques : kursi (trône) et côté droit de Dieu (aussi bien que la vision de Dieu qui est considérée comme un  anthropomorphisme par les mutazilites qui pensaient que Dieu ne peut être vu que s'il a un corps (jism)). Mais un examen complet de son commentaire révèle qu'en revanche, il interprète aussi d'autres expressions à connotation anthropomorphique comme des allégories.

D'autres rapportent que Muqatil a dit que Dieu a parlé avec sa bouche à Moïse et qu'il aurait cité ce hadith :
Pendant la fin du jour quelqu'un a appelé : où sont les amis d'Allah ? Alors, le groupe d'anges s'avança pour s'asseoir avec Lui sur le trône jusqu'à Lui toucher l'épaule.
Des opinions plus extrêmes lui ont été prêtées, y compris que Dieu possédait des organes tels que la chair, le sang, des cheveux, des os etc. Les érudits musulmans étaient si convaincus de l'anthropomorphisme radical de Muqatil qu'ils sont allés jusqu'à créer le terme de Muqatiliyyah pour désigner une secte à qui l'on prêtait les mêmes opinions qu'à Muqatil.
Al-Ash'arī (Maqālāt al-Islāmiyyīn) rapporte que Muqatil et Dawud al-Jawabiri (m. 139 AH) ont dit que Dieu était corporel et possédait une apparence semblable à celle d'un être humain, composé de chair, de sang, de cheveux, d'ossements, de membres tels que des jambes, mains, une tête, et des organes comme des yeux. Cependant, il précise que tout en affirmant cela, ils maintiennent qu'Allah n'est semblable à aucune créature, et que rien de créé ne lui ressemble.
En termes plus précis, la position qu'on lui prête peut être qualifiée de tashbīh ou de tajsīm. Le premier terme désigne le fait de rendre Dieu semblable à ses créatures. Le tajsīm est proche du premier, mais un peu plus spécifique : il consiste à attribuer à Allah une forme humaine, à lui attribuer un corps composé de parties (membres et organes). Ceux qu'on accuse de propager une représentation anthropomorphique ou corporelle de Dieu sont désignés du mot mujassimah. Ces termes sont de la même famille que jism (جسم : « corps »). Le tachbih (تشبيه) est le contraire du tanzīh (transcendance : rien n'est semblable à Dieu), tandis que le tajsim est incompatible avec le tawhid (unité, indivisibilité). C'est pourquoi ces deux notions peuvent être vues comme contraires au dogme.
Il convient de noter cependant que Sulayman s'est défendu de cette accusation. Au calife qui l'interrogeait sur ses opinions, il répondit : « Je n'ai rien affirmé d'autre que : "Dites : Dieu est un. Dieu est éternel". Quiconque dit autre chose profère un mensonge ».

### Désaccord avec Jahm bin Safwan
Il y eut un débat théologique et politique intense à la mosquée de Marw entre Muqatil et Jahm bin Safwan (m. 746) au sujet des attributs divins, et un conflit entre les deux figures politiques dont Muqatil et Jahm étaient les protégés. Chacun d'eux finit par écrire un livre pour réfuter l'autre, et Muqātil usa de ses relations politiques pour faire expulser Jahm de Balkh, le chassant à Termez. En 745 (128 AH), lors de l'affrontement qui s'est ensuivi contre le partisan de Muqatil, Jahm fut tué. Il est clair que l'opposition avec Jahm n'était pas seulement théologique, mais que la politique s'y est mêlée,.
Les opinions anthropomorphistes dont Muqātil fut accusé ont été vues comme l'opposé logique des opinions des jahmites, qui niaient la réalité des Attributs, et qui furent visés par le terme de Jahmiyyah. Le conflit entre Jahm et Muqātil a pu favoriser l'expression de positions extrêmes.

## Réception
Les savants religieux qui lui étaient contemporains ont été les premiers à le critiquer, et l'ont fait sur trois points. Abū Hanīfa (m. 767/150 AH) a critiqué sa théologie, Abdullah Ibn Mubarak (m. 767/181 AH) a ciblé sa méthodologie (en particulier le fait qu'il ne cite pas les hadiths avec leur chaîne de transmetteurs), tandis que Wakī ibn al-Jarrah (m. 812/197 AH) l'a accusé de mensonge,,,.
Le muhaddith Ibn Hibban (m. 965/354 AH), auteur d'un recueil sahih, est l'un des plus sévères. Son jugement énumère les trois principaux griefs qui lui sont faits : « Il s'appuyait sur des sources juives et chrétiennes dans son interprétation du Coran ; c'était aussi un anthropomorphiste qui assimilait Allah à ses créatures ; et de surcroît il lui est arrivé de forger des hadiths »,.

### Rejet de sa théologie
Abū Hanīfa en particulier a mis en garde Abu Yusuf (m. 798/ 182 AH) contre deux groupes du Khorasan, les jahmites et les Muqatiliyyah. Ibn Hajar lui attribue cette phrase : « Deux opinions répugnantes nous sont parvenues de l'est : de Jahm le négationniste [il nie les Attributs] et Muqatil l'anthropomorphiste ». Ibn Rajab al-Hanbali a dit que les premiers savants  (as-salaf) ont rejeté les vues de Muqatil après qu'ils eurent pris connaissance de son débat avec Jahm. Certains traditionalistes seraient même allés trop loin, suivant Makki ibn Ibrahim (m. 745/ 215 AH), le maître d'al-Bukhari, en appelant au meurtre de Muqatil,. Certains, comme Kharijah ibn Mus'ab (m. 785/168 AH) étaient si indignés qu'ils dirent qu'ils le tueraient de leurs propres mains s'ils le pouvaient,,.

### Rejet de ses hadiths
Écarté en théologie, il l'était aussi en sciences des hadiths, accusé de rapporter des hadiths de témoins qu'il n'avait jamais rencontrés ; en une occasion, il aurait proposé à un gouverneur local de lui fabriquer un hadith,.
Al-Bukhari (m. 869/256 AH) l'a récusé, disant qu'il n'était rien, et nombre de spécialistes du hadith l'ont aussi critiqué, comme Yahya ibn Ma'in (m. 847/233 H), an-Nasa'i (m. 915/303 AH) et ad-Daraqutni (m. 995/385) H), ces derniers l'accusant de mensonge. L'historien traditionniste Ibn Sa'd (m. 844/230 AH), dans sa biographie complète de Muqatil, dit : « Certains savants du hadith étaient méfiants à l'égard de ses hadiths et les refusaient ». Il y a cependant consensus pour reconnaître que Muqatil n'était pas un spécialiste des hadiths. Il ne se référait pas à l'isnād (la chaîne des rapporteurs) selon les règles.

#### Circonstances atténuantes
Pour sa défense, il faut noter qu'au VIIIe siècle, les règles - très rigoureuses - de la transmission des hadiths n'étaient pas encore codifiées. Or, la plupart des critiques qui lui sont adressées et ciblent sa légèreté dans l'application des règles datent des IXe et Xe siècles. C'est pourquoi Claude Gilliot évoque l'idée que la sévérité des muhaddithun à son égard comporte une part d'anachronisme. Achmad Tohe ajoute que dans la culture arabe du VIIIe siècle, l'oral a la prépondérance sur l'écrit. En matière de  hadiths, la règle tacite est que la transmission doit se faire verbalement, en tête-à-tête avec le rapporteur. Or, Muqātil semble avoir privilégié le support écrit. C'est peut-être cette rupture avec les usages qui lui est reprochée, plutôt qu'un réel manque de rigueur.

#### Lequṣṣāṣ
Parmi les érudits de l'islam, la réputation de Muqatil est d'être un qāṣṣ. C'est notamment le jugement de Al-Khatib al-Baghdadi (m. 1071/463 AH). Le terme est difficile à traduire (conteur, prédicateur populaire, sermonneur...). Il s'agissait d'une activité pratiquée le plus souvent à la sortie de la mosquée. Muqatil mettait au défi les fidèles qui passaient devant lui de l'interroger sur n'importe quelle question liée au Coran, et il se vantait de savoir y répondre - il était ainsi capable, dit-on, de donner même le nom du chien dans la légende des Sept dormants. Cette activité était populaire à l'époque de Muqatil, et nombre de mufassirūn étaient également des qāṣṣ ; mais le mot quṣṣāṣ a par la suite acquis une connotation péjorative, impliquant l'idée de raconter des histoires plus ou moins fabuleuses.

### Éloges de son Tafsīr
Si on laisse de côté la théologie et les hadiths, en contraste, les érudits musulmans ont cependant souvent été élogieux quant à sa contribution à l'exégèse coranique. Ibn Hajar (m. 1449/852 AH), par exemple, qui l'accuse de mensonge et d'anthropomorphisme, est cependant l'auteur de commentaires flatteurs sur son tafsir, et d'autres savants musulmans en ont fait autant. L'exégète At-Tabari (m. 923/310 AH) a même cité son hypothèse sur les lettres mystérieuses qui ouvrent les sourates du Coran, comme étant une numérotation, mais il était réticent à nommer sa source, attendu que Muqatil n'est pas considéré comme crédible. L'historien Yūsuf al-Mizzī  commence sa biographie de Muqatil en dressant la liste de ceux qui font l'éloge de son tafsir. Ibn Hanbal lui reconnaît une bonne connaissance du Coran. Achmad Tohe, dans sa thèse, écrit : « The majority of muslim scholars almost unanimously acknowledged his expertise in tafsīr ».
Pour être impartial, il convient de citer le jugement d'ibn Khallikān (m. 1282), parce que ce dernier est qualifié par Achmad Tohe comme « le plus objectif de tous », dans la mesure où, au lieu de souligner soit les points négatifs comme la plupart, soit les points positifs, il constate surtout que les points de vue sont très divisés.

#### Méthode narrative et reproche d'isra'iliyyat
Sa méthode exégétique se caractérise par un emploi important de la paraphrase et des récits. Muqatil cherche à rendre plus clair le Coran, lorsque c'est nécessaire, en reformulant simplement les énoncés. D'autre part, quand le Texte fait référence de façon allusive à des événements historiques ou des récits bibliques, Muqatil développe les récits. Il a donc souvent recours à des sources étrangères à l'islam - juives et chrétiennes. C'est ce recours à la culture biblique, appelée isra'illiyat, qui lui a été reproché. En effet, beaucoup de savants musulmans accusent juifs et chrétiens d'avoir falsifié la Bible. Par conséquent, ils ne considèrent pas les textes sacrés judéo-chrétiens comme des sources fiables. Pourtant, il ne semble pas exact de dire que Muqâtil cite des sources bibliques pour donner raison aux juifs et chrétiens contre l'islam. Son intention, en plus de son aspect pédagogique, de contextualiser et développer, est plutôt de défendre l'enseignement du Prophète.

## Réhabilitation

### Point de vue d'Ibn Taymiyyah
Ibn Taymiyyah (m. 1328/728 AH) rejette cependant les critiques contre Muqatil, alléguant que ses adversaires ont puisé leurs informations chez ses ennemis. Pour lui, Al-Ash'ari serait spécialement à blâmer pour avoir puisé son Maqalat à des sources mutazilites. Il rejette aussi l'accusation d'anthropomorphisme lancée contre Muqatil, disant qu'il n'a trouvé nulle trace d'anthropomorphisme dans l'œuvre de Sulayman. Il cite al-Shafi'i : « Celui qui veut une exégèse est dépendant de Muqatil, comme celui qui veut de la jurisprudence (fiqh) est dépendant d'Abu Hanifa ». Ibn Taymiyyah fait cette citation pour montrer que, bien que n'étant pas de ceux qui transmettent la Tradition, on devrait considérer Muqatil comme ayant une somme de connaissances, notamment en matière de tafsir et dans d'autres domaines, ce qui le rend comparable à Abu Hanifa et son autorité en matière de fiqh, bien que, admet Ibn Taymiyyah, des gens aient été en désaccord avec certaines de ses théories.
Ibn Abi al-Izz (m. 1390/731 AH), un disciple de Ibn Taymiyyah, avance que les informations dont disposait Al-Ash'ari provenaient de sources mutazilites ou avaient été altérées par elles,.
Assez récemment, des chercheurs se sont intéressés à l'œuvre de Muqātil. D'abord, parce que la controverse qui existait autour du personnage les a intrigués. Mais aussi, parce que laisser de côté l'œuvre de commentateur de Muqatil, l'une des premières du genre, c'est risquer d'ignorer les conditions de naissance du tafsir dans les premiers temps de l'islam.

### Études récentes
Le savant saoudien contemporain Abdullah al-Ghunayman, auteur d'un commentaire de l'Al-Aqidah Al-Waasitiyyah d'Ibn Taymiyyah, prétend qu'il n'a rien trouvé qui puisse passer pour anthropomorphiste chez Muqatil, arguant du fait que pour être recevable, une opinion doit être tirée de l'œuvre de l'auteur, et non de l'œuvre d'un de ses adversaires. Al-Ghunayman note que Mushabbih (de tachbih, qui affirme la réalité des Attributs anthropomorphiques) est devenu un mot fourre-tout pour dénigrer quelqu'un dont les opinions sont différentes,.
Munʾim Sirry abonde dans ce sens. Il cite l'éditeur du Tafsir, Mahmūd Shahhata, qui a vérifié les hadiths cités par Muqatil dans son commentaire, et assure que la plupart figurent dans les recueils de Sahih al-Bukahri et Sahih Muslim. Si Muqatil a triché avec les hadiths, cela ne semble pas avoir contaminé son interprétation du Coran.

#### Étude systématique de l'interprétation des versets ambigus par Muqātil
Un examen attentif des passages de son Tafsir où il explique les versets ambigus du Coran montre qu'il en donne plusieurs lectures. Par exemple, au sujet de certains des versets qui évoquent la Face De Dieu (wajh Allah), parfois il se contente de paraphraser, n'expliquant que ce qui n'est pas clair ; à propos d'autres versets sur le même sujet, il propose une interprétation allégorique : la Face de Dieu désigne Dieu Lui-même, c'est une métaphore de l'essence de Dieu. Cette lecture rapproche davantage Muqatil des mutazilites que des anthropomorphistes « extrêmes ». Au sujet des yeux de Dieu (ʿayn au singulier, aʿyun au pluriel), Muqatil explique : « Il a construit l'arche sous Nos yeux (XI, 37) signifie : sous notre connaissance ». Donc, il interprète de façon allégorique. À propos des mains de Dieu, il écrit : « The  hand  of  God  is  bound (V, 64) which  means  restricted. God restricted His hand from us, so he did not extend His hand to us with  sustenance, and  He  was  not  generous ». La main est une métaphore de la générosité de la Providence. Son interprétation des versets qui font référence au trône sur lequel Allah serait assis est décevante. Sur les sept versets concernés, il n'en explique qu'un, et le prend en effet dans un sens littéral. Mais il faut remarquer que ce n'est pas l'essentiel pour lui. Il insiste surtout sur la chronologie : il est avant tout soucieux de défendre son idée que Dieu se serait assis d'abord, alors qu'on lit en général qu'il s'est assis une fois la Création achevée. Ici, sa lecture est donc bien anthropomorphiste, mais le peu d'importance qu'il accorde au sujet interdit de faire de lui un anthropomorphiste extrême. En ce qui concerne les versets qui évoquent le côté droit d'Allah et la vision de Dieu dans l'Au-delà, Muqatil incline vers l'anthropomorphisme.
Munʾim Sirry résume : « Muqātil put forth a complex view of the anthropomorphic expressions in the  Qurʾān, one  that  makes  it  difficult  to  simply  label  him  an  extreme  anthropomorphist ». (Muqatil propose une vue complexe des expressions anthropomorphiques du Coran, ce qui rend délicat de le cataloguer simplement comme un anthropomorphiste radical). Al-Dāwūdī  (m. 1538/945 AH)  est explicite : « Muqātil was defamed » (Ṭabaqāt  al-mufassirīn).

#### Question de la fiabilité des sources
Les seuls textes que nous possédons de Muqatil ne corroborent donc pas l'accusation d'anthropomorphisme extrême. Mu'nim Sirry met en question la fiabilité des sources sur lesquelles repose l'accusation. La phrase qui lui est prêtée par Al-Ash'ari n'est pas sourcée. Ce qui la rend incertaine, c'est qu'al-Ash'ari attribue la même aussi à Dāwūd  al-Jawāribī. Mu'nim Sirry souligne que Ash'ari n'était pas contemporain de Muqatil, puisqu'il est mort 175 ans après lui. Joseph van Ess qualifie l'argumentaire des accusateurs de « rustique » du fait qu'ils ne citent aucune source. En outre, la position d'al-Ash'ari lui-même n'est pas si éloignée de celle que révèle la lecture de M. Sirry. En effet, si le chef de l'école acharite reconnaît que les versets anthropomorphiques ne sont pas à prendre au sens littéral, il se refuse à avancer toute interprétation, appliquant le principe bi lâ kayfa (بلا كيف - pas de : « comment ? »).

#### Hypothèses sur les causes de ces accusations
Munʾim Sirry s'interroge sur les raisons de la réputation qui a été faite à Muqatil. Dans la mesure où l'exégète était proche des cercles du pouvoir, cela a pu susciter des jalousies, avance-t-il. Il propose aussi l'hypothèse que les théories de Muqatil ont pu évoluer. Ses positions anthropomorphiques pourraient dater de sa polémique contre Jahm, qui eut lieu alors qu'il était assez jeune, tandis que le Tafsir est postérieur. Enfin, ses références à la Bible dans son interprétation du Coran ont pu jouer contre lui.

#### Question de la coexistence entre religions
Pourtant, elles sont l'indice d'une ouverture de la part de Muqatil aux autres cultures. C'est l'une des idées directrices de son exégèse : identifier, dans le Coran, les principes qui peuvent fonder une coexistence interreligieuse - même si l'idéal reste pour lui de propager la foi en l'islam. Muqātil identifie ces principes fondamentaux avec les versets univoques du Coran (muḥkamāt). Les principes de la foi qui peuvent définir un terrain commun, c'est le tawḥīd et le taṣdīq. Le premier, la reconnaissance du Dieu unique, doit pouvoir être admis sans difficulté par les monothéistes. Il suffit qu'ils admettent aussi le second - l'authenticité de la prophétie de Muhammad pour que leur conversion à l'islam ne soit pas nécessaire. En effet, ces deux principes réunis constituent aux yeux de Muqatil l'islam conçu comme le monothéisme authentique, celui d'Abraham.
Sa conception du jihad correspond davantage à celle que le Prophète décrit comme le jihad al-akbar - le grand jihad, le combat que l'on mène contre soi-même et ses propres pulsions. Il interprète l'injonction « ordonner le bien et interdire le mal » dans un sens pacifiste. Cette formule est parfois interprétée pour justifier le recours à la violence. Un hadith hiérarchise les réactions face à une mauvaise action : le mieux est de l'empêcher par l'action, à défaut de la condamner verbalement, à la rigueur se contenter de la condamner en son for intérieur. Muqātil inverse la hiérarchie : pour lui, la meilleure attitude est la réprobation intérieure, car elle a une vertu préventive. Elle doit reposer sur l'éducation pour que chaque croyant ait une connaissance des valeurs éthiques.

## Exégèse coranique
L'herméneutique de Muqātil est dirigée par quatre principes : identifier les idées maîtresses de l'enseignement coranique ; dresser une typologie des énoncés révélés ; démontrer la nécessité d'interpréter ; souligner les vertus de l'éducation à la lecture du Coran.
Sa méthode fait appel à trois outils : la paraphrase ; les références croisées ; le récit.

### Les grands principes de l'exégèse
Les idées fondamentales du Coran identifiées par Muqātil révèlent ses propres principes théologiques, relativement simples : l'islam, c'est la foi (imān) dans le tawḥīd (unicité de Dieu) et le taṣdīq (authenticité de la prophétie de Muhammad). Pour Muqatil, l'islam est la vraie religion, c'est la religion révélée à Abraham. S'il est parfois sévère avec les juifs et les chrétiens, c'est surtout pour leur reprocher de ne pas suivre les principes de leurs propres livres saints. Du moment qu'ils agissent conformément aux principes du monothéisme, et à condition qu'ils reconnaissent l'authenticité de Muhammad comme prophète, Muqatil ne voit pas la nécessité qu'ils se convertissent à l'islam. Le tawḥīd (unicité de Dieu) et le taṣdīq offrent un terrain commun aux trois monothéismes, qui peut fonder la possibilité d'une coexistence pacifique.
Les énoncés du Coran sont de plusieurs types. Parmi eux, Muqatil cite les versets équivoques et les versets ambigus, les expressions claires et celles qui sont obscures, les métaphores.
Cette classification, à elle seule, démontre la nécessité de l'interprétation.
Dans la mesure où chacun n'a pas la possibilité de se livrer à l'exégèse, il est donc nécessaire de l'enseigner. Muqatil met en avant le rôle de l'éducation : « I do not find something more worthy of reward on the Day of Judgment than one who learns the Qur'an and teaches it ».

### La méthode
Le Tafsir de Muqatil est le plus ancien, de ceux nous sont parvenus, à commenter le Coran dans sa totalité. Auparavant, l'explication du Texte était liée à la science des hadiths, qui consiste à recenser les dits du Prophète. Ce qui met en question le rapport entre l'exégèse et le droit. Le droit, qui repose sur la connaissance des sources (Coran et hadiths) est-il venu après ? Ou est-ce l'interprétation du Coran qui est venue après coup justifier le droit ? Cette question met en lumière l'intérêt d'étudier l'œuvre jusqu'à présent négligée de Muqatil dans la perspective de mieux comprendre l'émergence de l'exégèse coranique.
Le Tafsīr Muqātil est du type monovalent. Le commentateur y expose sa propre interprétation du Texte. D'autres, comme Ar-Rāzī, procéderont plutôt en exposant les différentes interprétations existantes. La philologie et la grammaire y tiennent beaucoup moins de place que ce ne sera les cas, par exemple, dans le commentaire de Zamakhshari. Cela n'a rien d'étonnant, puisque ces disciplines sont tout juste en train de se constituer à l'époque de Muqatil.
Ce commentaire exhaustif repose sur trois outils méthodologiques.
La paraphrase est le plus simple. Malgré son caractère primitif, qui consiste à redire le Texte sous une autre forme, à fournir des synonymes, parfois à compléter une phrase, elle permet de ne laisser dans l'ombre aucun verset.
L'usage de références croisées consiste à faire référence à un autre passage du Coran qui éclaire celui qu'il s'agit d'expliquer, soit parce qu'il traite du même sujet, soit parce qu'il fait usage du même vocabulaire. Il s'agit donc ainsi d'expliquer le Texte par lui-même. L'intérêt de cette méthode est de faire apparaître le Coran dans son unité, comme un tout cohérent.
La méthode narrative éclaire le texte coranique en développant les récits auxquels le Prophète fait allusion. Il peut s'agir d'événements historiques, des lieux et personnages, des circonstances de la révélation (asbāb al-nuzūl) ou de récits bibliques. Achmad Tohe souligne un bénéfice apporté grâce à ce procédé : c'est de rendre le Texte plus vivant et plus présent au lecteur.

## Œuvres
Muqātil est l'auteur d'un tafsīr (commentaire) du Coran que John Wansbrough considère comme le plus ancien tafsīr complet. Cet ouvrage était encore à l'état de manuscrit quand Wansbrough a écrit, mais il a depuis été publié, en 1979, par Abdullah Shahhata, en Égypte.
Il ne s'agit pas du premier commentaire, mais du premier de ce genre : auparavant, seules des parties du Coran étaient expliquées. Le Tafsir de Muqatil est le premier à porter sur l'intégralité du Texte.
Il en existe trois versions :
- Le Tafsīr al-Kabīr (« Grand commentaire »), publié sous le titre Tafsīr Muqātil ibn Sulaymān.
- Le Tafsīr al-Khams mi'at āyah (« commentaire des cinq cents versets »), édité par Goldfield sous le titre Kitāb Tafsīr al-Khams. Muqātil a identifié environ cinq cents versets à valeur juridique ou pratique ; ce sont ces versets qu'il commente dans cette version, d'où le titre[93].
- Le al-Wujūh wa al-Naẓā’ir  (sur la polysémie), dont il existe deux éditions. La première sous le titre  Al-Ashbāh wa al-nazā'ir[2], mais le texte, selon al-Damin, a été attribué à tort à Muqatil[94],[95]. C'est pourquoi al-Damin en a édité une autre version, sous le titre Al-Wujuh wa al-Naza'ir[95].

Ibn al-Nadīm (m. 995), dans al-Fihrist (« le catalogue » ou « L'index »), donne une liste des œuvres de Muqātil. Outre son tafsir, il mentionne : al-Nāsikh wa al-Mansūkh (« De l'abrogeant et de l'abrogé »), Al-Qirā’āt (« La lecture du Coran »), Mutashābih al-Qur’ān (« Les versets allégoriques »), Nawādir al-Tafsīr (Les récits), Al-Jawābāt fī al-Qur’ān (« Les réponses dans le Coran »), Al-Radd ‛alā al-Qadariyyah (« Réfutation des qadarites »), Al-Aqsām wa al-Lughāt (« Divisions des langues »), Al-Taqdīm wa al-Ta’khīr (sur l'ordre des mots dans la langue arabe), et Al-Āyāt wa al-Mutashābihāt (sur les versets équivoques). Cette liste est confirmée par al-Dāwūdī (m. 1538) dans son Tabaqāt al-Mufassirīn (« Les générations d'exégètes »).